# レーヴン漸進的マトリックス

レーヴン漸進的マトリックスの試験問題の一例

レーヴン漸進的マトリックス（レーヴンぜんしんてきマトリックス、英語: Raven's Progressive Matrices、RPM）は、アメリカの心理学者レーヴンによって1938年に考案された知能検査。レーヴン漸進的マトリックス検査とも。
Raven's Colored Matrices(CPM)、Raven's Standard Progressive Matrices(SPM)、Raven's Advanced Progressive Matrices(APM)、の3部より成る。CPMは主として子供や高齢者、脳障害患者用、 SPMは普通の成人用、 APMは優秀な成人用である。CPMのみ日本版が出版されているが、問題は外国版と同じである。法則性のある幾何学図形が与えられ、一箇所欠けている図柄を選択肢より選ばせる課題である。課題内容からもわかるとおり回答に際しては特別な知識や言語理解を必要とせず、国際的に同じ基準で採点が可能であるので、神経心理学の分野では世界的に著名な検査である。しかし、ニュージーランドのフリンらの研究では、このテストは時代による成績の向上が著しく、その原因をめぐってはいまだ定説はない。諸国民の間の成績の差も顕著であるが、同じ理由により、それを素質の差とみなすことは性急であろう。

## 結果の解釈
2007年の研究によると、アスペルガー症候群や高機能自閉症の患者は、同テストで、一般の人よりも高いスコアを示すことが明らかになった。伝統的な自閉症患者も、ウェクスラー式の知能検査よりも、レーヴンのテストで高いスコアを示している。故に結果からただちに高知能を持っているとは言えない。レーヴンのテストは、CHC理論に照らすと、極めて狭い知能しか測定できていないのである。